# Compton (Mondkrater)
Compton ist ein Einschlagkrater auf der Mondrückseite.
Der Krater Compton befindet östlich des Mare Humboldtianum und ist daher gerade nicht mehr sichtbar. Im Nordwesten liegt Belʹkovich und im Nordnordosten Schwarzschild. In südlicher Richtung trifft man auf Fabry.
Im Gebiet zwischen Compton und Belʹkovich liegt die sogenannte Compton-Belkovich-Thoriumanomalie, das ist ein Gebiet mit einer erhöhten Konzentration des schwach radioaktiven Elements Thorium.

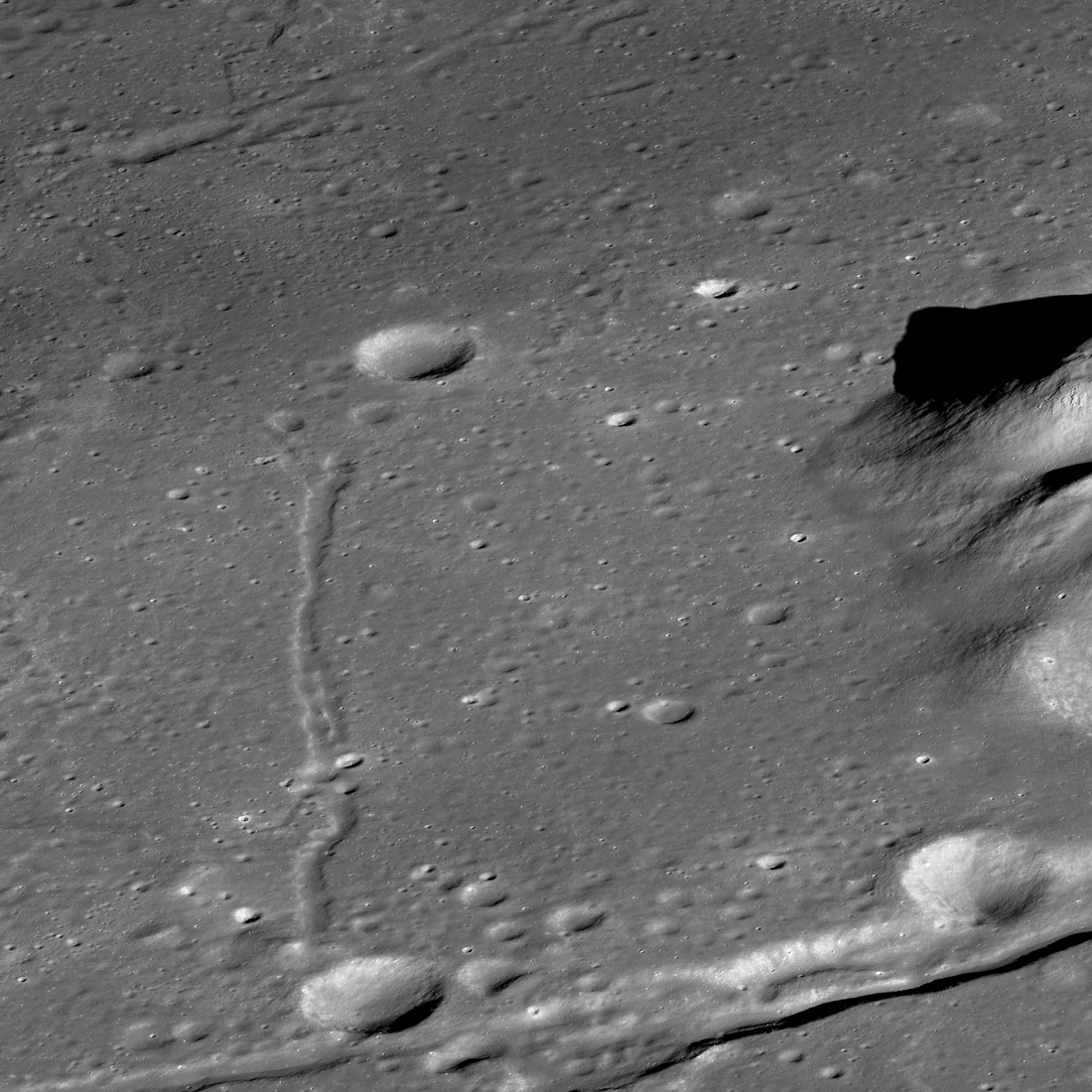
Bodenstrukturen nördlich des Zentralbergs, dessen Ausläufer man am rechten Bildrand sieht, Norden ist links.

Der äußere Kraterrand ist unregelmäßig geformt, der innere Rand ist teilweise terrassiert.
Im Kraterinneren erhebt sich ein auffälliger Zentralberg und darum ein niedrigerer aber 
deutlicher Ring. Einige Risse im Inneren deuten auf eine Anhebung des Kraterbodens hin, der Krater ist damit ein sogenannter Floor-fractured crater.
Die Entstehungszeit des Kraters fällt in die früh-imbrische Periode.
Compton hat drei Nebenkrater:
| Buchstabe | Position            | Durchmesser | Link |
| --------- | ------------------- | ----------- | ---- |
| E         | 55,37° N, 113,24° O | 18 km       |      |
| R         | 52,52° N, 91,06° O  | 34 km       |      |
| W         | 58,58° N, 96,6° O   | 15 km       |      |

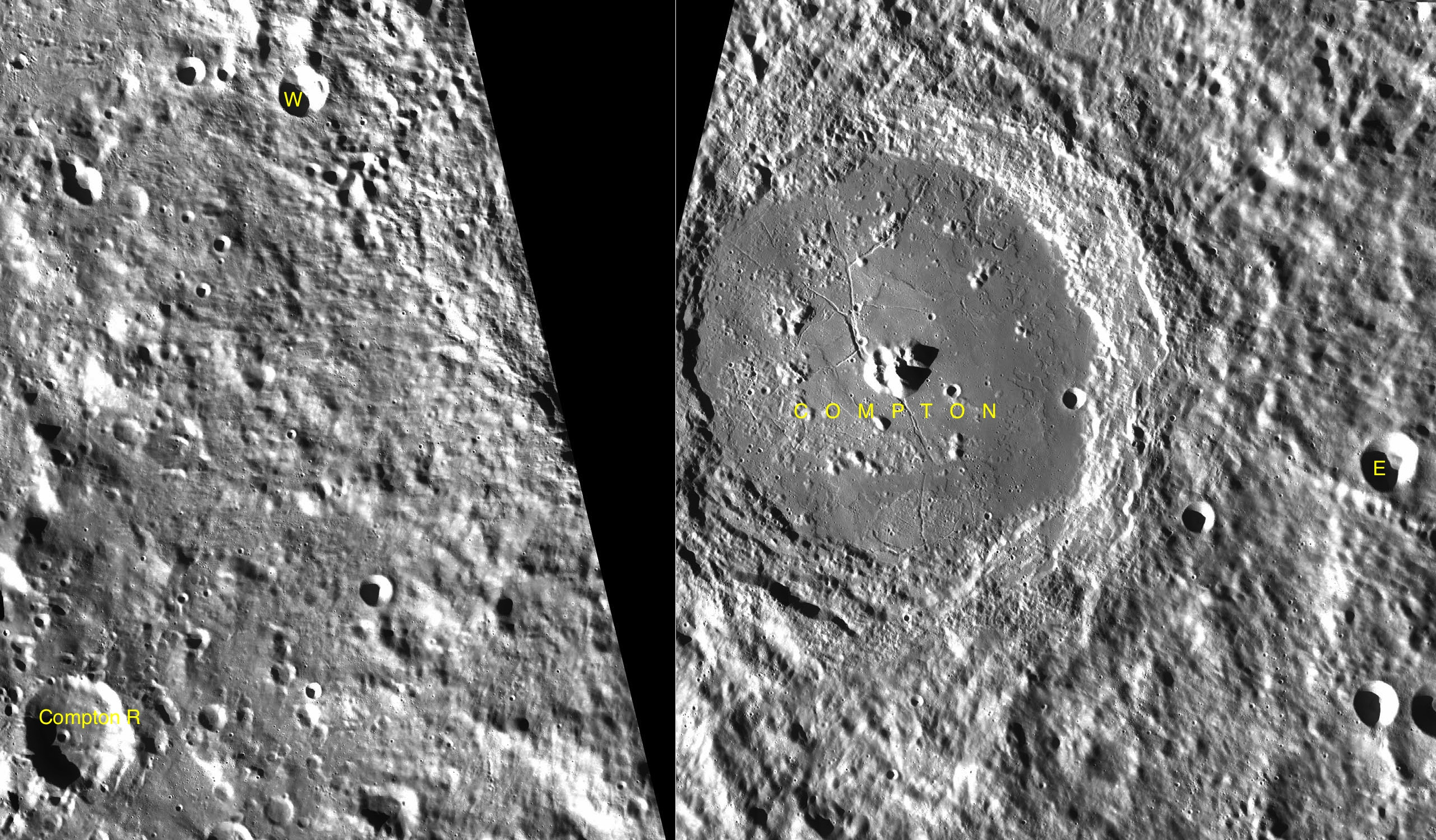
Compton mit seinen Nebenkratern

Der Krater wurde 1970 von der IAU offiziell nach dem US-amerikanischen Physikern und Brüdern Arthur Holly Compton und Karl Taylor Compton benannt.